# Nickelodeon Arabia
Nickelodeon Arabia (en árabe: نيكلوديون) es un canal de televisión de pago, versión local del canal Nickelodeon, para el público árabe, operado por Paramount Networks EMEAA, filial de Paramount International Networks, a la vez propiedad de Paramount Skydance Corporation. A partir del 2023, el canal es operado desde Europa, como parte de la señal transcontinental Nickelodeon Global, con sede en Londres, Reino Unido, por lo que el canal es operado en conjunto con las señales europeas, y las de América Latina, tanto la hispana como la brasileña.Hasta el 25 de noviembre de 2024, aún el canal era operado en colaboración con oficinas de Paramount Global en Emiratos Árabes Unidos, pero desde entonces, el canal es una señal más de Nickelodeon Global, con pista de audio en árabe, al ser absorbidas las operaciones de la compañía en la zona de Oriente Medio por Paramount Networks EMEAA.

## Historia

### Primer canal (1996-2015)
Nickelodeon fue el segundo canal que fue fundado y operado por la Arabian Television Network, compañía estatal de Emiratos Árabes Unidos que forma parte de Arab Media Group, la cual se asoció con Viacom para lanzar el canal infantil, junto con su canal hermano MTV Arabia. Posterior a la fusión de Arab Media Group, con Dubai Media Incorporated, para conformar la compañía de televisión estatal de Emiratos Árabes, el canal comenzó a ser operado desde entonces por la división de Viacom Inc. para la zona de Medio Oriente y el Norte de África. Una segunda señal de Nickelodeon, únicamente en inglés, fue la asiática, la cual estuvo disponible hasta 2010 solo en la zona de Oriente Medio en Asia, y no en el Norte de África. Actualmente, este segundo canal está descontinuado en la zona. 

#### Cierre
Hasta 2011, fue el único canal de Nickelodeon en todo el mundo que no cambió su logo por el usado primero en Estados Unidos desde septiembre de 2009, y en los demás Nick's del mundo desde 2010, la señal cerró transmisiones en Arabia el 8 de septiembre de 2011, sin una advertencia general, finalizando emisiones y entrando en una pausa indefinida sin ninguna explicación. Desde entonces, Nickelodeon se volvió por un tiempo un bloque de programación del canal infantil árabe MBC 3, adquiriendo la nueva identidad gráfica del canal, y varios de sus shows originales, siendo desde entonces, una 'alternativa gratuita' para la audiencia del Medio Oriente y Norte de África, de ver Nicktoons. Al igual que el Nickelodeon Árabe original, las caricaturas pasaron por censura, aunque en Nickelodeon esta era muy mínima, en MBC 3, esta se ha aplicado hasta la actualidad de forma mucho más fuerte a los programas, especialmente en los shows más reconocidos como Bob Esponja, y The Loud House.

### Segundo canal (2015-presente)
El 17 de diciembre de 2014 se anunció que el canal regresaría. El lanzamiento se llevó a cabo el 5 de enero de 2015, el canal comenzó a transmitir nuevamente, a través de la red satelital Orbit Showtime Network. Actualmente, el canal transmite su programación sin ninguna censura ni edición.Este nuevo canal era operado desde las oficinas de ViacomCBS/Paramount Global en Emiratos Árabes Unidos
En 2023, Nickelodeon Arabia pasa a ser una señal manejada desde Europa, junto con las señales de América Latina, tanto la hispana como la brasileña.En la señal árabe desde ese momento, las promos ya no tenían texto (solían tenerlo en inglés), y solo se anunciaban con voz, con un locutor árabe, aunque todavía conservaba las promociones propias, los cortes comerciales en medio de cada programa, la programación propia y los créditos finales de las series (de forma similar a otras señales de Nickelodeon Global, como la de México), además de incluir especiales durante fechas islámicas importantes, tales como el Ramadán, o la fiesta del sacrificio.

#### Fusión con Nickelodeon Global
Hasta el 25 de noviembre de 2024, aún el canal era operado desde Europa, en colaboración con oficinas en Emiratos Árabes Unidos, pero desde entonces, las operaciones del canal se fusionaron por completo, y la red ahora es una señal más de Nickelodeon Global, con pista de audio en árabe, cerrando así sus operaciones en Oriente Medio, y volviéndose una repetidora a tiempo completo de la señal internacional de Nickelodeon.

## Canales relacionados
Con el relanzamiento de Nickelodeon Arabia, se lanzaron a la par distintas señales de Nickelodeon en Arabia.
- NickJr. Arabia: Señal lanzada el 5 de enero de 2015. Emite series para preescolares dobladas al árabe y cuenta con transmisión simultánea en inglés.
- NickToons Arabia: Lanzado el 15 de febrero de 2017. En este canal se emiten dibujos animados las 24 horas del día. Su emisión es en árabe.
- TeenNick Arabia: Señal lanzada el 15 de abril de 2017. Dicha señal tiene la particularidad de emitir únicamente series de acción real en idioma inglés con subtítulos al árabe.